# Олбані (річка)

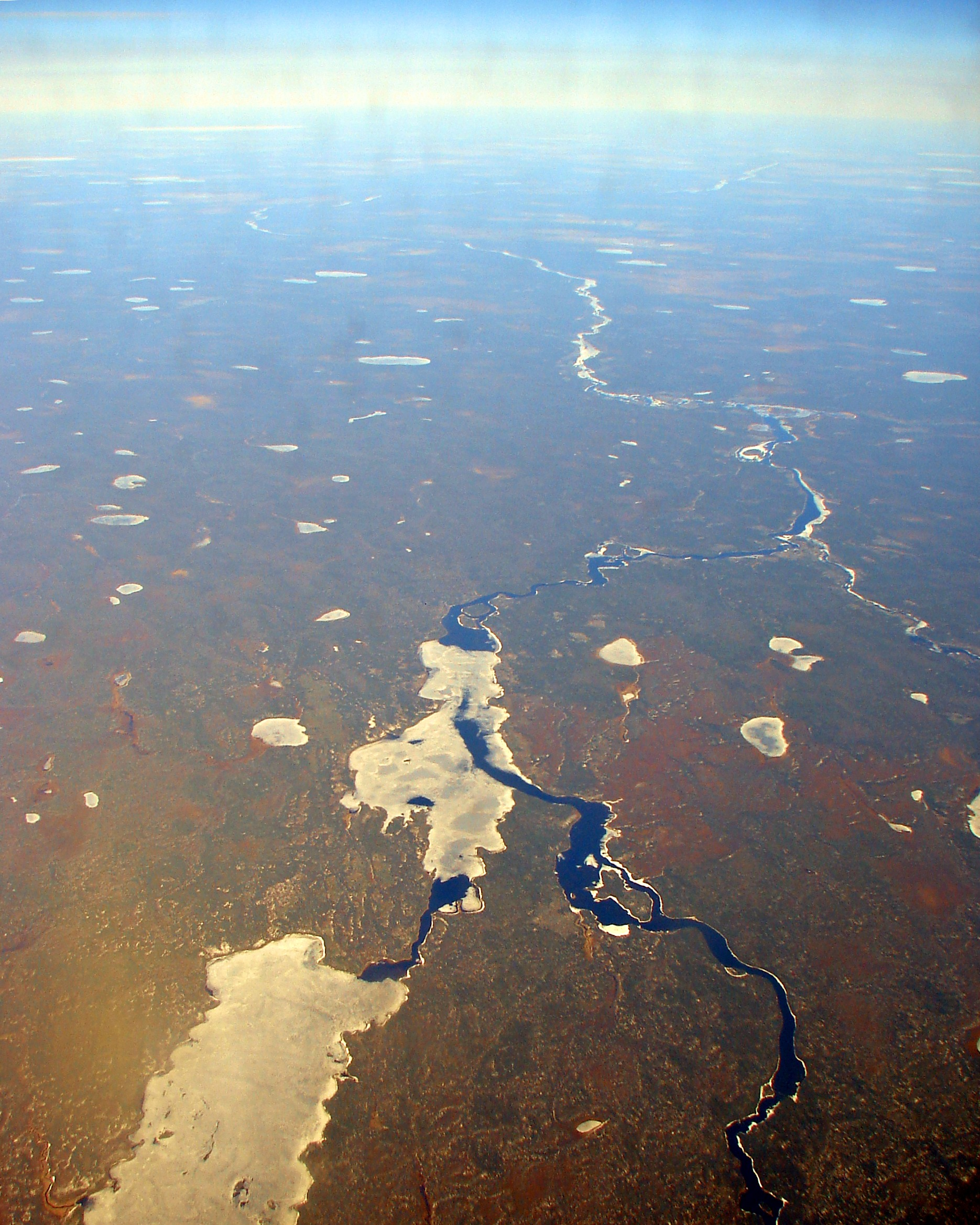
Річка Олбані з повітря

Олбані (англ. Albany River) — річка на півночі провінції Онтаріо (Канада).

## Географія
Друга за величиною річка Онтаріо. Бере свій початок в озері Кат. Тече на схід через озера Капікік, Зайонз, Фоусетт, Бамаджі, Св. Джозеф, Мімініска, Макокібатан в затоку Джеймс. У верхній течії має численні пороги, в нижній течії утворює естуарій, на берегах якого знаходяться селища Форт-Олбані і Кашечеван. У витоку річки, на березі озера Кат, знаходиться селище Кат-Лейк. Довжина річки становить 982 км, а площа басейну дорівнює 135 200 км². Найбільша притока — річка Кеногамі довжиною 320 км. Стік річки Оґокі, колишньої великої притоки, було перенаправлено в озеро Ніпіґон для збільшення вироблення електроенергії гідроелектростанцією на однойменній річці.
Річка названа на честь короля Англії Якова II, який носив також шотландський титул герцог Олбані.